# Biała Podlaska
Biała Podlaska (česky Bělá Podleská) je město ve východním Polsku v Lublinském vojvodství, sídlo stejnojmenného okresu, ležící 36 kilometrů od hranic s Běloruskem. V roce 2024 zde žilo 54 178 obyvatel. Je sídlem stejnojmenné městsko-vesnické gminy. Městská práva město obrdželo 7. května roku 1525.

## Poloha

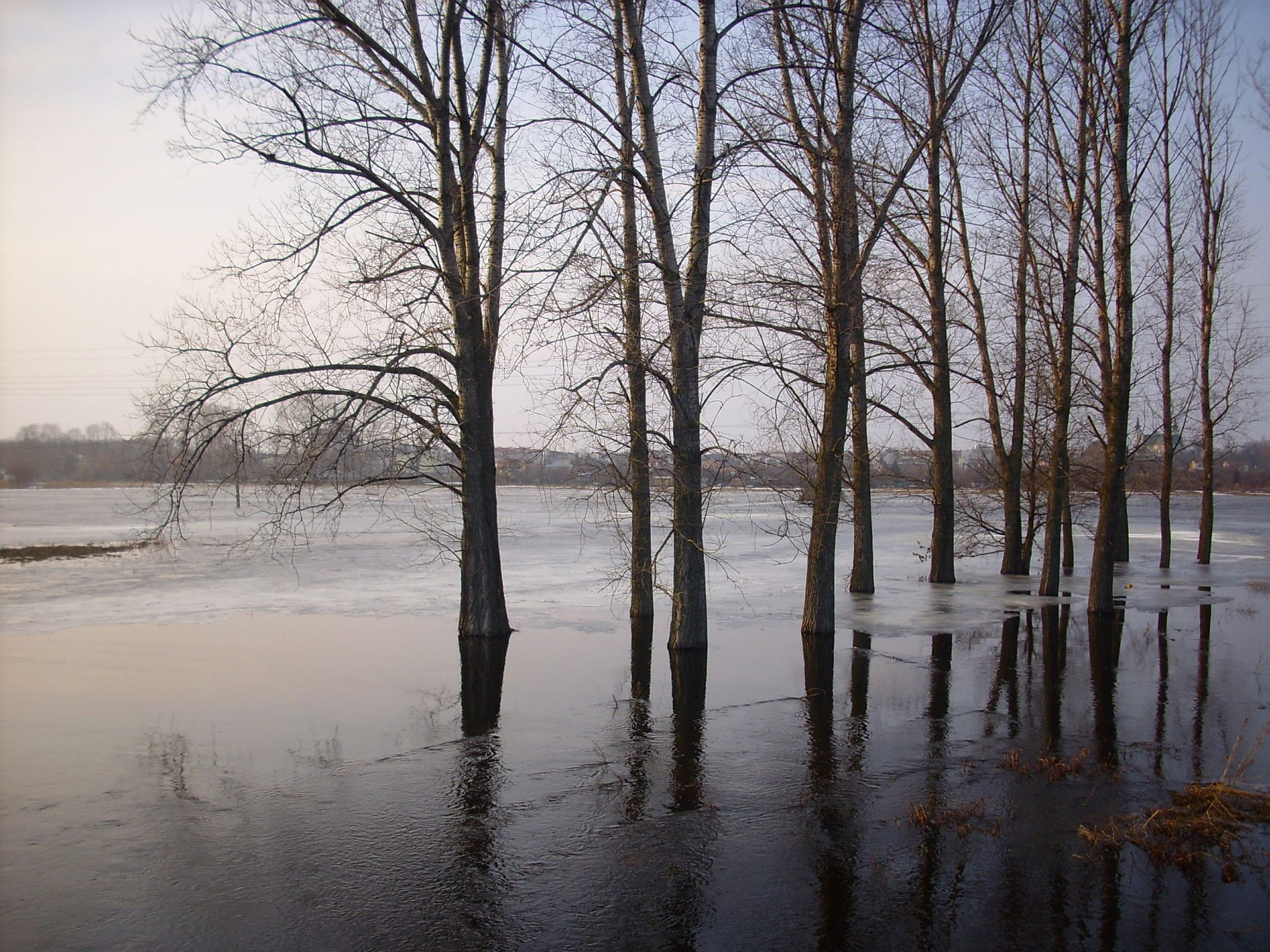
Během jarního tání se často rozlévá řeka Krzna

Dle fyzicko-geografickém členění se Biała Podlaska nachází na rozhraní Poludniowopodlaské nížiny a Západního Polesí. Hranice těchto makroregionů probíhá na levé straně řeky Krzna podél mírného okraje Łukowské planiny, kde se v minulosti nacházelo městské centrum. Jižní části města spolu s údolím Krzna leží v dolině zvané Łomaska. Podle údajů z 1. ledna 2009 je rozloha města 49,4 km² a je největším městem severovýchodu.
Městem protéká několik řek, z nichž největší je Krzna – levý přítok Bugu; ostatní řekami jsou Klukówka a Rudka.
Biała Podlaska se nachází v historickém regionu Polesí, v bývalé Brestském území, které bylo v letech 1566–1795 součástí Brzesko-litevského vojvodství. V letech 1413–1514 se město nacházelo ve vojvodství Trakai. V 16. století byla Biała Podlaska začleněna do regionu Podlesí. V letech 1919–1939 bylo administrativně součástí Lublinského vojvodství. Stejně tak do tohoto vojvodství spadala v letech 1946–1975. V letech 1975–1998 byla hlavním městem místního vojvodství Biała Podlaska.
Biała Podlaska se nachází v přechodném mírném podnebí. Průměrná roční teplota se pohybuje kolem 7 °C, lednový průměr činí −3,8 °C a červencový 19 °C. Podnebí města a okolí se navíc vyznačuje nejvyšším počtem horkých dnů v Polsku.

## Historie
V historických dokumentech se Biała Podlaska objevila poprvé v roce 1345. Jejími prvními majiteli byl rod Iliniczů, za zakladatele je považován Piotr Janowicz přezdívaný „Bílý“ – vojvoda z Trakai, hejtman Litevského velkovévodství. V té době se Biała nacházela v Litevském velkovévodství. V 16. století byl bývalý kostel na téměř 40 let přeměněn polskými bratry na církevní dům. Nakonec se Biała Podlaska nejpozději v 16. století dostala pod polský vliv (i když ve skutečnosti byla pod polským vlivem již od 14. století).
Ve druhé polovině 16. století přešlo město do rukou rodu Radziwiłłů, k čemuž došlo v roce 1569 na základě zápisu do pozemkových knih. Toto období, trvající dvě a půl století, přineslo rozkvět a přispělo k rychlému rozvoji města, po dlouhou dobu nazývaného Biała Książęca nebo Biała Radziwiłłowska. V roce 1622 zde postavil Aleksander Ludwik Radziwiłł pevnost a zámek. Krzysztof Ciborowicz Wilski založil v roce 1628 Bialskou akademii, která existovala od roku 1633 jako pobočka Krakovské akademie (v současnosti střední škola Józefa Ignacyho Kraszewského č. 1).
V letech 1655–1660 bylo město výrazně poškozeno Švédy, přesněji vojsky Rákócziho a Khovanského kozáky.  V roce 1670 udělil Michał Kazimierz Radziwiłł městu magdeburské právo a erb – je na něm vyobrazen vévodův kmotr Michael Archanděl stojící na drakovi. V 17. století bylo město známé výrobou sukna a fajáns, později i zpracováním dřeva.
V roce 1720 zahajuje Anna Radziwiłłová, rozená Sanguszková, tehdejší litevská kancléřka, stavbu věže a vstupní brány (nyní jsou to nejzajímavější pozůstatky hradu). Město i palácový komplex byly v 18. století mnohokrát zničeny (mimo jiné během zmíněných švédských válek nebo během pronásledování podlaských uniatů na konci 19. století) a přestavěny. Poslední dědic Dominik Radziwiłł, plukovník polské armády, zemřel ve Francii 11. listopadu 1813. Palác byl v roce 1883 zbořen jako ruina.

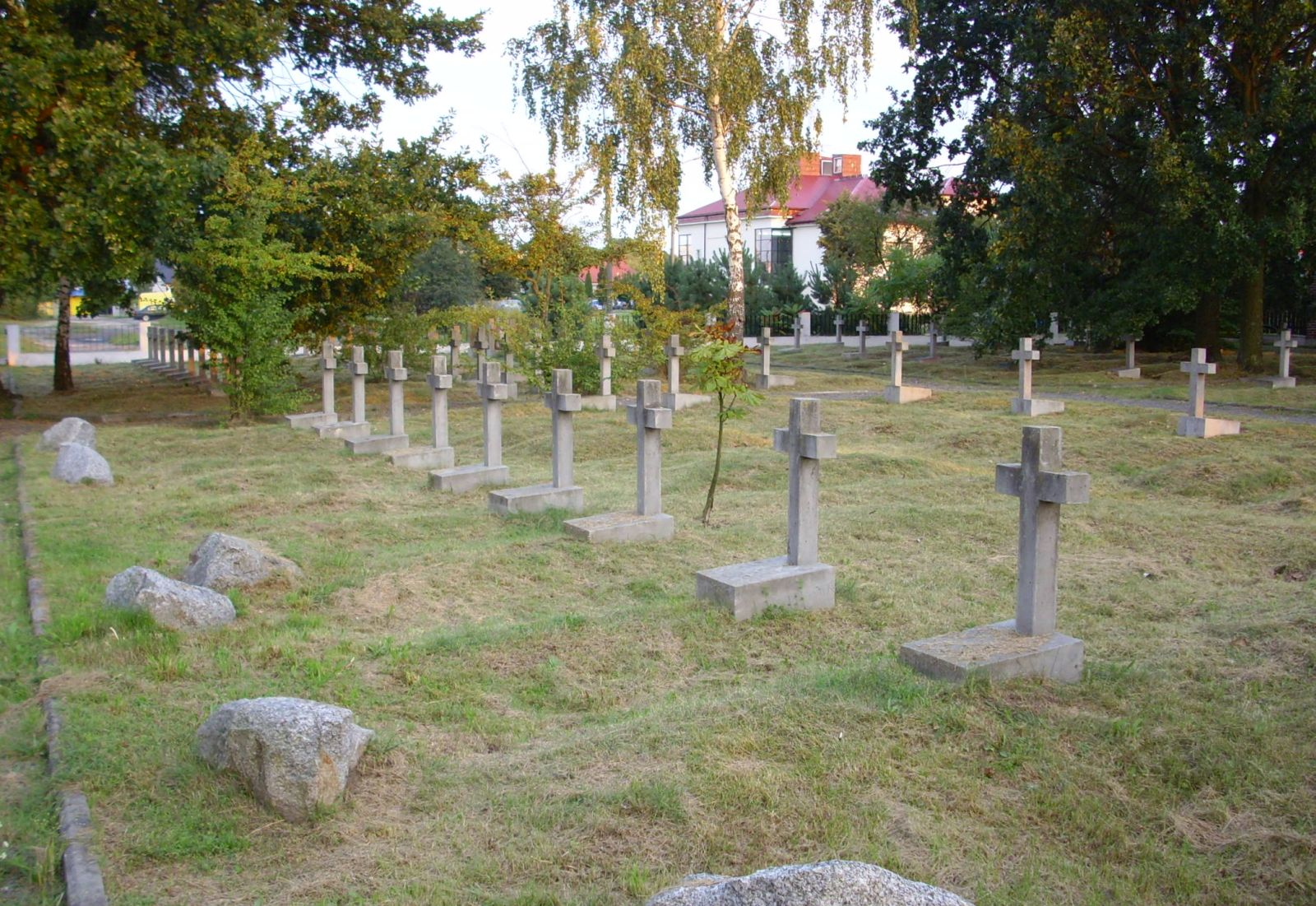
Německo-rakouský hřbitov

V roce 1778 se zde narosil světově uznávaný houslový virtuos George Bridgetower. Následně zde navštěvoval gymnázium, které navštěvoval i spisovatel Józef Ignacy Kraszewski – po něm bylo gymnázium později pojmenováno.
Po třetím rozdělení Polska v roce 1795 se Biała Podlaska dostala pod rakouskou nadvládu a v roce 1815 byla podřízena Ruské impérium (po vídeňském kongresu). Během polských národních povstání proti ruskému útočníkovi v letech 1830–1831 a 1863–1864 došlo u Biała Podlaska k potyčkám mezi polskými povstalci a ruskými jednotkami.
Biała Podlaska se vrátila do Polska v roce 1918, kdy polský stát znovu získal svou nezávislost. 
K dalšímu prudkému rozvoji města došlo v meziválečném období, kdy vznikla Raabeho továrna a městská elektrárna a v letech 1923–1939 zde byla zbudována továrna Podlaska Wytwórnia Planów (PWS). Vyráběla vojenská letadla jak licenční, tak i vlastní konstrukce. Výroba Podlaskie Wytwórni Planów byla po 17. září 1939 vypleněn sovětskými okupanty.
V roce 1941 Němci ve městě zřídili ghetto pro židovské obyvatelstvo. V červnu 1942 odtud bylo deportováno přes 3000 lidí, zejména Židů do vyhlazovacího tábora v Sobiboru. Ghetto bylo zlikvidováno 30. září 1942. V obci bylo zabito 3600 Židů, většina z nich byla zastřelena na židovském hřbitově. Deportovaní Židé byli posláni do vyhlazovacího tábora v Treblince a v prosinci 1942 bylo na místě zavražděno přes 200 lidí.
V roce 1975 se Biała Podlaska stala hlavním městem tehdejšího vojvodství, což přispělo ke zdvojnásobení počtu jeho obyvatel během jedněch 20 let. Po správní reformě v roce 1999 má statut města s obecními právy.

## Ekonomika
V meziválečném období se Biała Podlaska proslavila především továrnou Podlaska Wytwórnia Planów (PWS). Kromě toho zde byla chemička známá po celém Polsku. Vyráběla se zde mýdla, prášky a pomády. Ke konci prosince 2009 byl počet registrovaných nezaměstnaných v Biała Podlaska cca 3,7 tisíce obyvatel, což je míra nezaměstnanosti 15,6 % u ekonomicky aktivních lidí.
Po válce zde fungoval závod „Techma-Robot“, zabývající se výrobou specializovaných strojů a zařízení pro různá průmyslová odvětví v Polsku i zahraničí, který však v roce 2010 ukončil činnost. Textilní průmysl kdysi reprezentoval závod " Biawena ", existující v letech 1967–2009.
Po politické transformaci se rozvinula průmyslová odvětví, která ve městě dříve chyběla. Od roku 1996 úspěšně působí v Biała Podlaska společnost «AluTeam Polska», která se zabývá výrobou karoserií pro nákladní automobily; společnost vyrábí své produkty především pro trhy EU. Ve městě je také šicí společnost «Bialcon». Chráněná dílna «Elremet» působí v oblasti speciálních oděvů (pro uniformované služby) a vyrábí plastové obaly. 
V roce 2005 zde vznikla speciální Zóna ekonomické aktivity Bialska – která vedla k vytvoření samostatné průmyslová a obchodní čtvrti města.
Biała Podlaska je domovem Bialskopodlaské obchodní komory (zkráceně BPIG). BPIG je organizace hospodářské samosprávy založená 8. srpna 1990 z iniciativy podnikatelských subjektů v regionu.

## Doprava
Město je významným dopravním uzlem, kde se kříží státní silnice č. 2 dvě provinční silnice s čísly 811 a 812 a železniční trať z Lukówa dále do Běloruska. V plánu je u města výstavba dálnice A2, která má vést několik kilometrů severně od poslední městské zástavby.

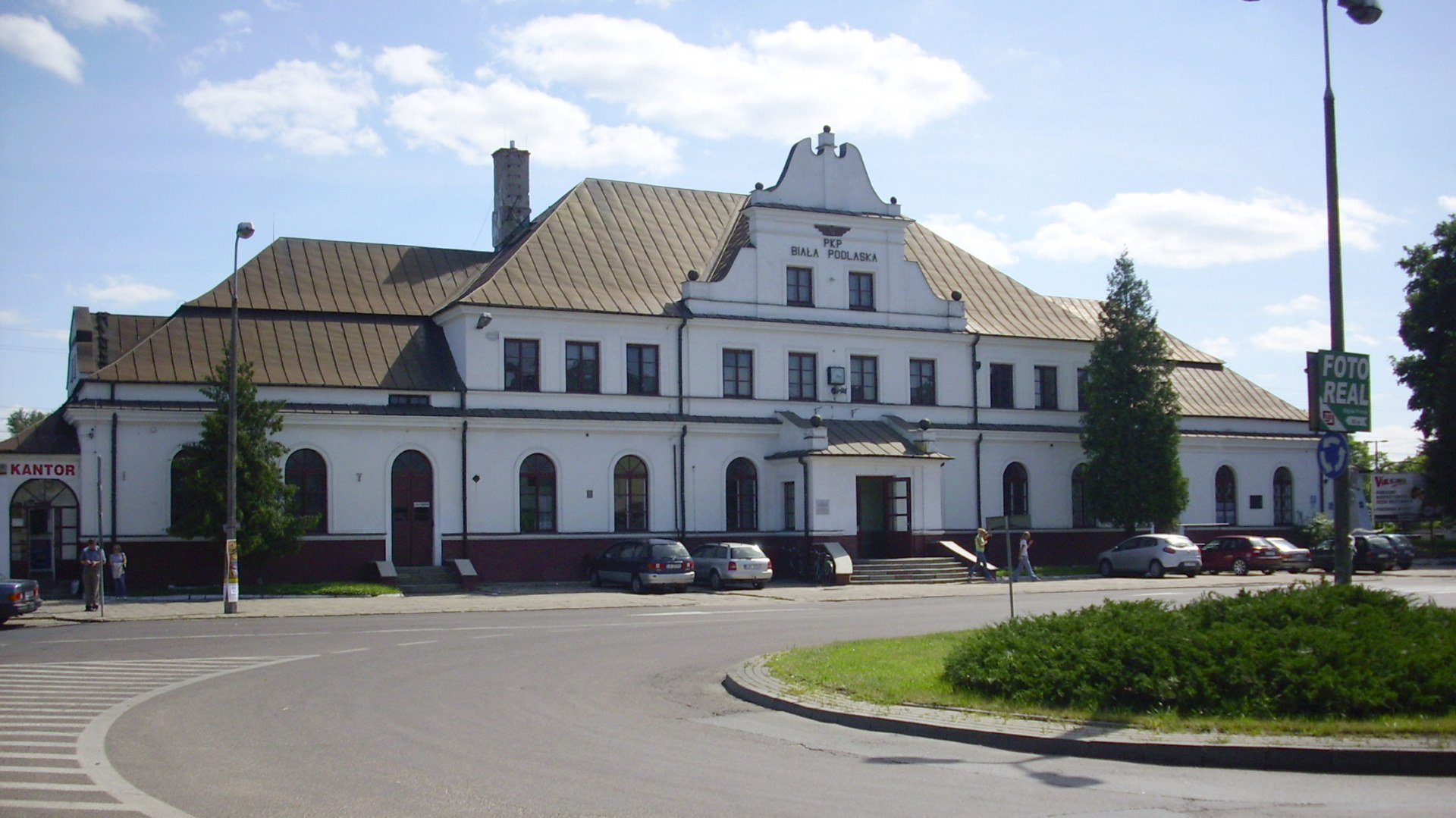
Železniční budova před rekonstrukcí

Ve Biale bylo v minulosti letiště, používané pro vojenské účely. Poté, co budovu letiště převzalo město, vznikaly různé plány na její rozvoj. Od 9. května 2011 do 10. ledna 2020 bylo „Letiště Biała“ vedeno v evidenci Úřadu pro civilní letectví jako přistávací dráha s dráhou s umělým povrchem, upravenou pro vzlety a přistání letadel s maximálním vzletem. V současné době (duben 2021) je plocha letiště obsazena vojenskou jednotkou.

### MHD
Biała Podlaska má vlastní autobusovou dopravu (od roku 1969). Organizátorem dopravy byl v období od 1. ledna 2008 do 26. června 2015 místní dopravní podnik. Autobusy Městského dopravního podniku obsluhují 11 pravidelných linek (označených písmeny; frekvence jízd je cca 30 minut) a jednu víkendovou linku. Autobusy MZK jezdí na základě meziobecní dohody variantní trasy za správní hranice města. Autobusové nádraží se nachází v centru města, na ul. Wojska Polskiego (nyní je její budova spravovaná soukromou společností Garden Service). Velký význam mají také soukromé minibusy, které zajišťují rychlé spojení do Varšavy, Lublinu, Terespolu, Parczewa, Białystoku, Konstantynowa a Janówa Podlaského.

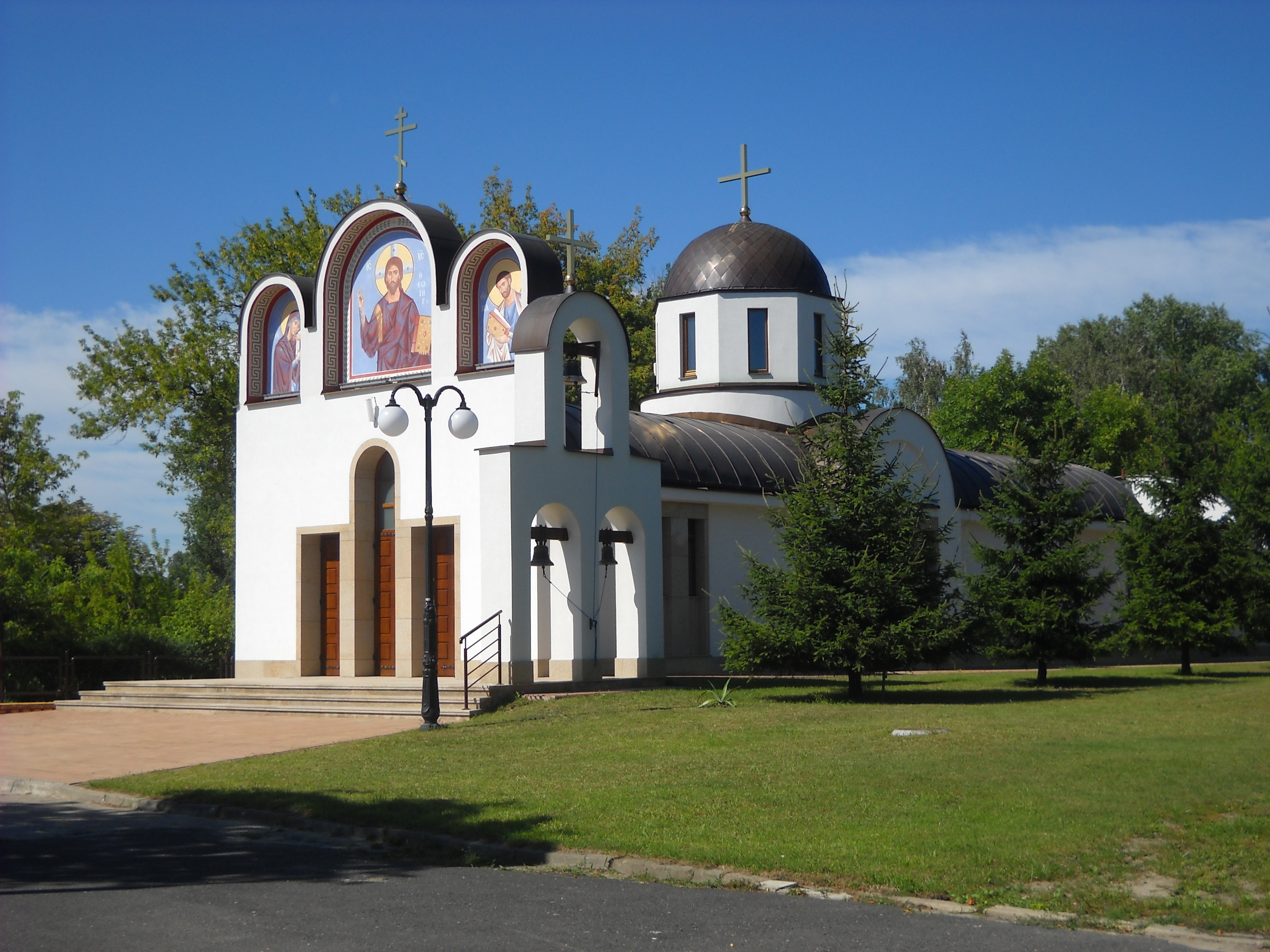
Pravoslavný kostel sv. Marka

## Památky
- Palácový a parkový komplex rodiny Radziwiłłů ze 17. století
- Eklektické činžovní domy z konce 19. a počátku 20. století na náměstí Wolności a dalších ulicích v centru
- Kostel sv. Anny z roku 1572, bývalý ariánský kostel
- Pozdně barokní baziliánský kostel Narození P. Marie z poloviny 18. století, bývalé úložiště ostatků sv. Jozafata Kuncewicze
- Bialská akademie, založena v roce 1628 jako pobočka Krakovské akademie
- Socha Józefa Ignacyho Kraszewského z roku 1928
- Sbírka Muzea jižního Podlaska, ve věži brány zámku
- Synagogy – obě dvě postavené v 19. a 20. století (dnes neexistují)
- Budova nádraží z 20. let 20. století
- Židovský hřbitov – založen v 18. století
- Dřevěné vily na ul. Narutowicza, Železnice, Zelená

## Partnerská města
V minulosti se město pojilo též s ruským Smolenskem, se kterým již dnes však město nemá uzavřenou smlouvu o partnerství a nejsou s ním již vedeny žádné meziměstské vztahy.
- Baranavičy, Bělorusko
- Brest, Bělorusko
- Niort, Francie

## Galerie

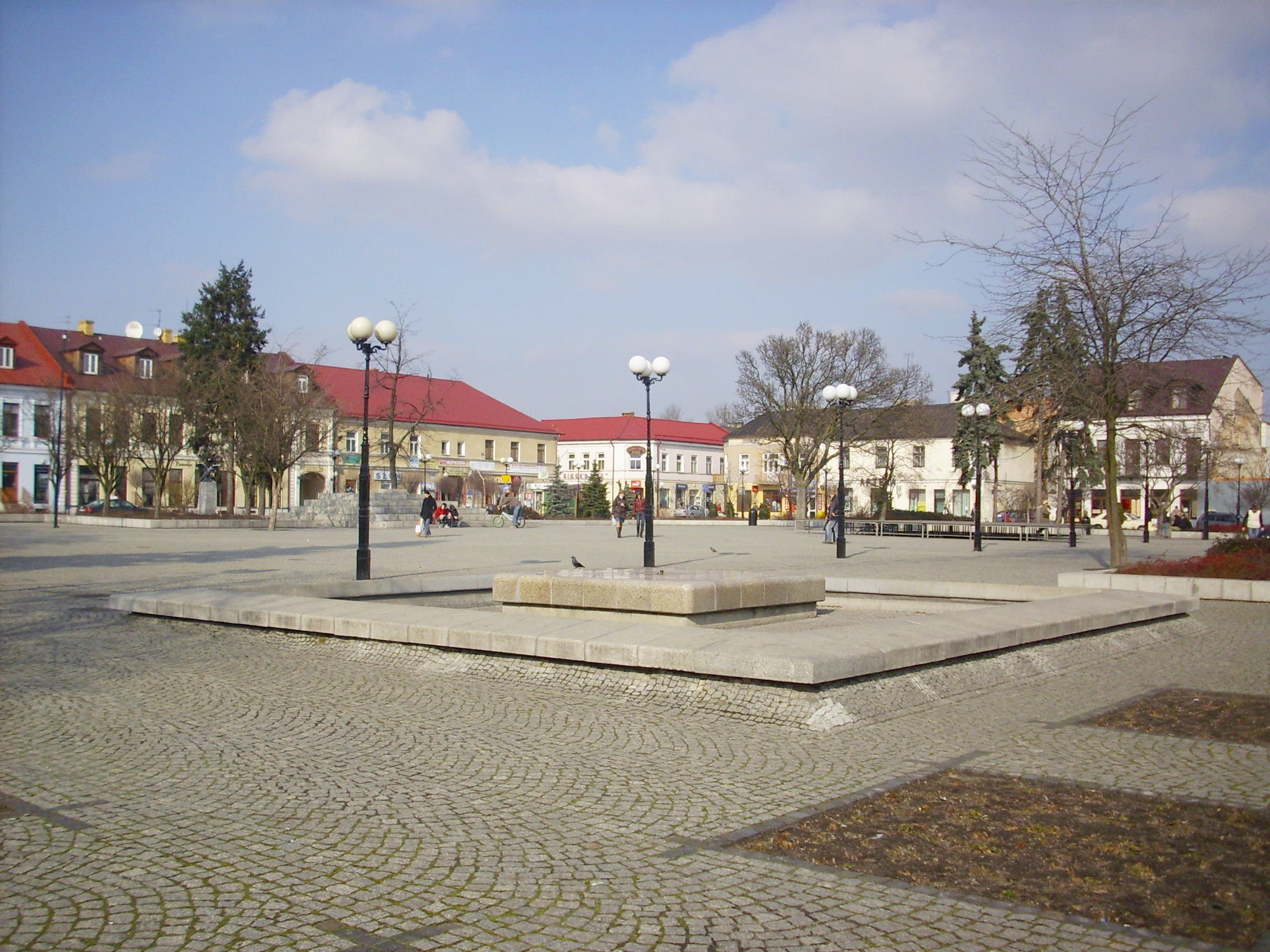
Hlavní náměstí
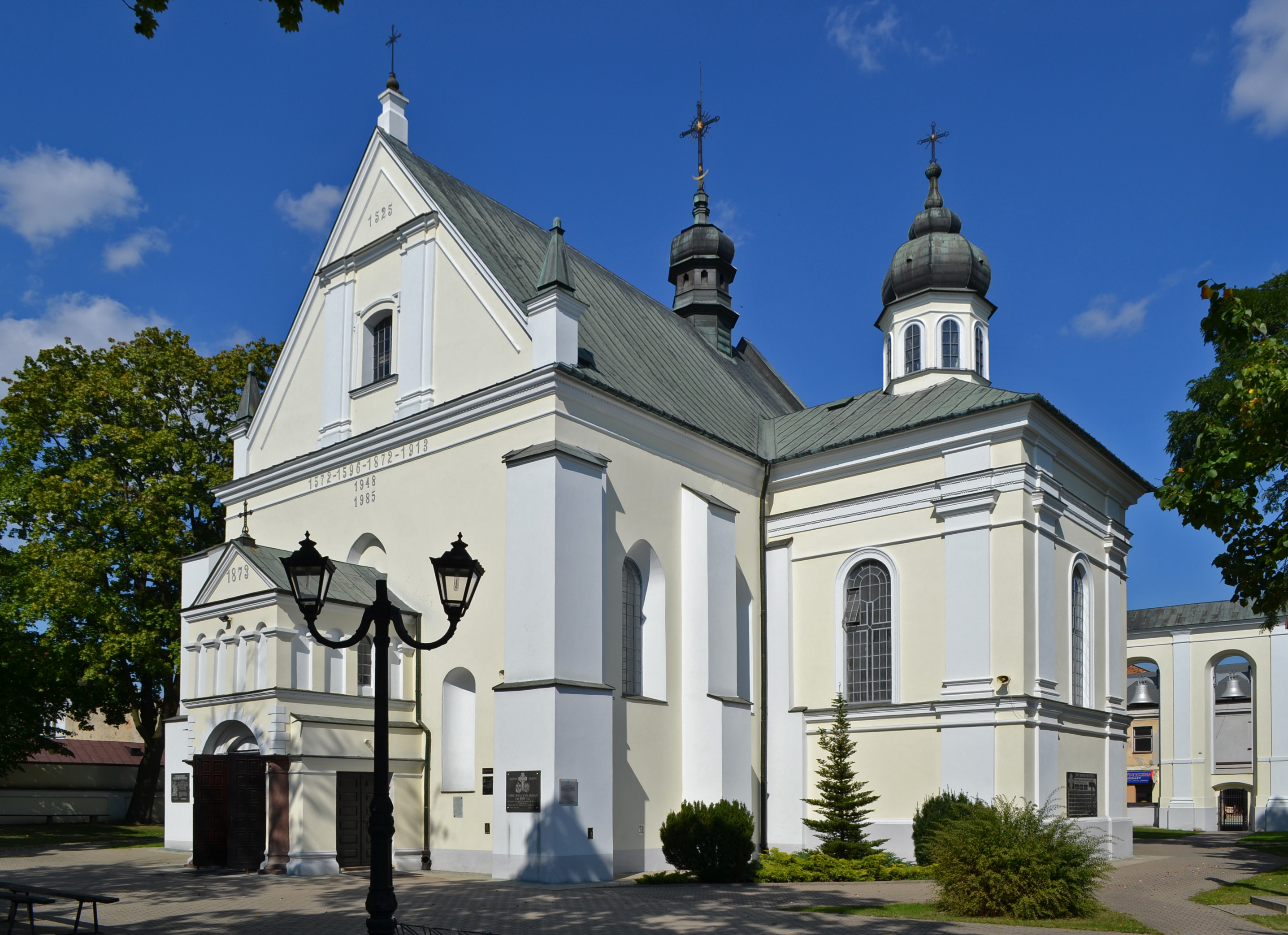
Kostel sv. Anny, byl postaven v r. 1572
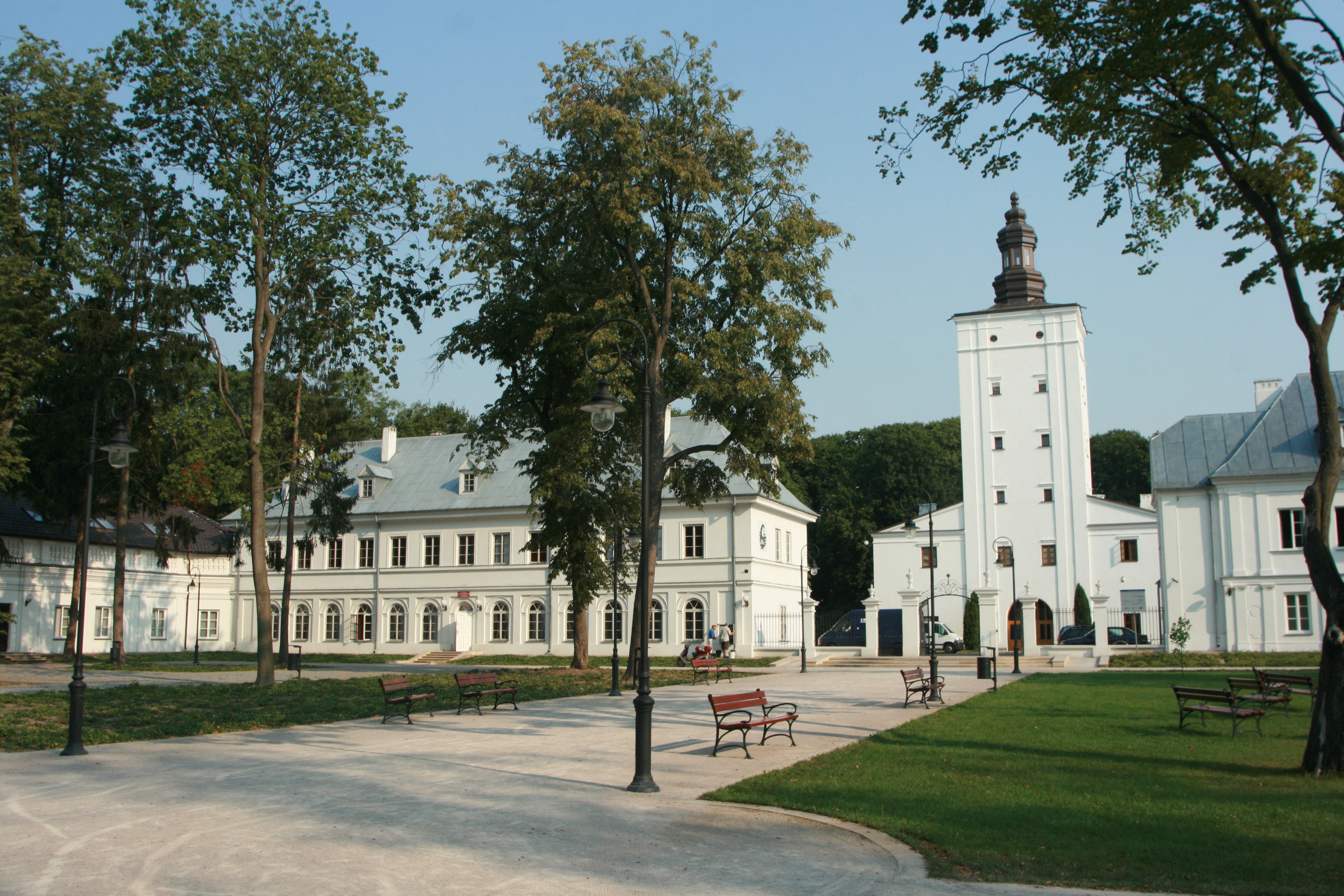
Věž hradu a regionální muzeum
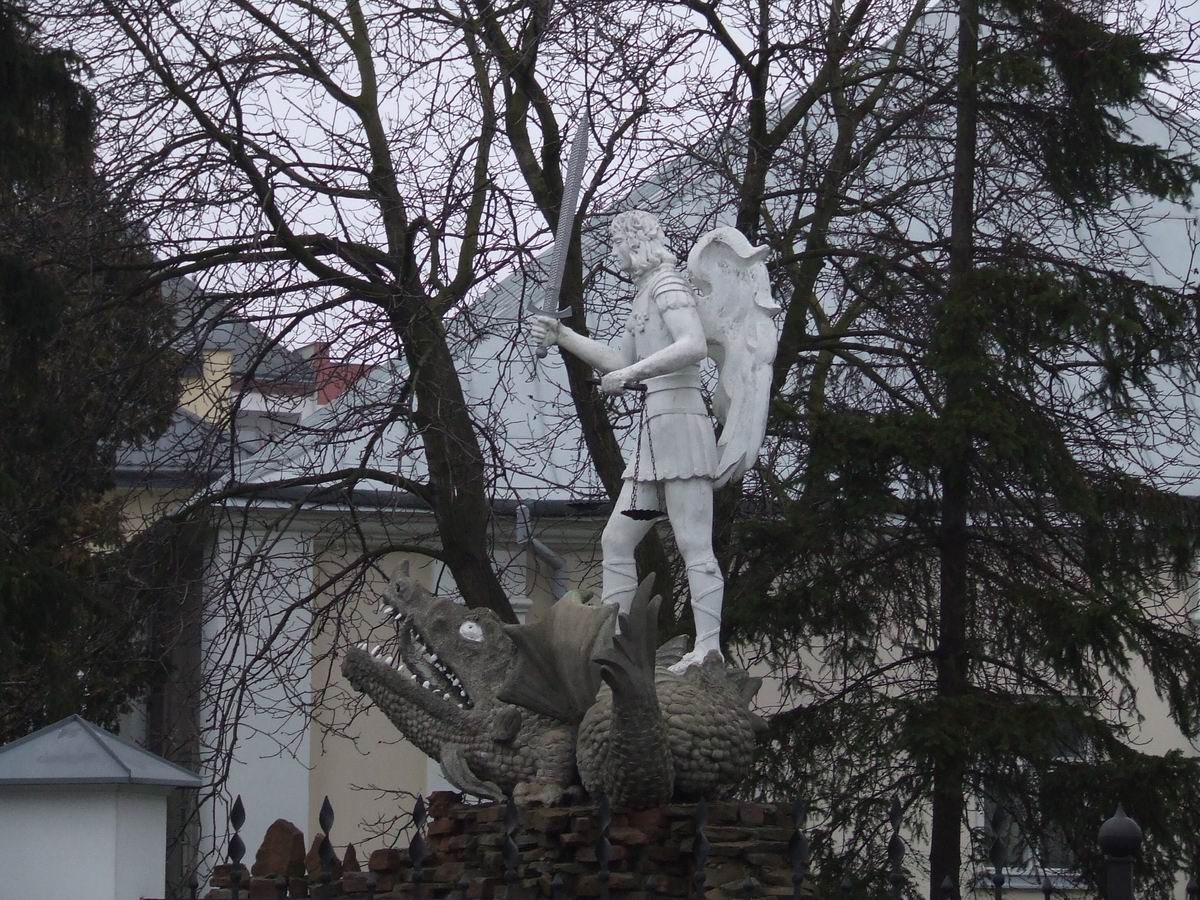
Archanděl Michael zabijí draka
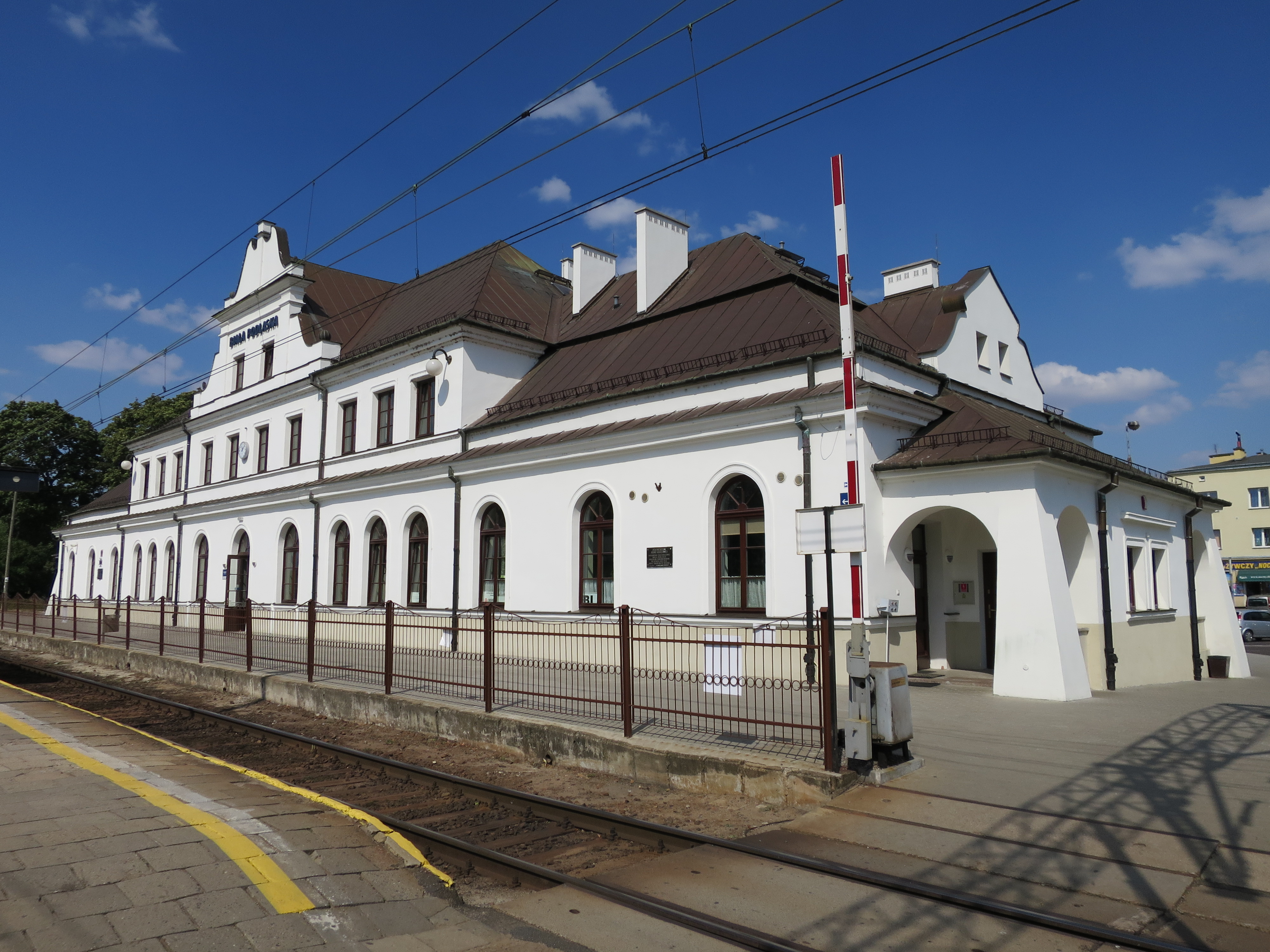
Železniční stanice